# 조지 포스터 셰플리 (법관)
조지 포스터 셰플리(George Foster Shepley, 1819년 1월 1일, 메인주 사코 ~ 1878년 7월 20일, 메인주 포틀랜드)은 미국의 정치인으로 제18대 루이지애나주 주지사이다.

## 학력
- 하버드 대학교
- 다트머스 대학교 인문사회 학사

## 경력
- 1862.05 ~ 1862.07 뉴올리언스 시장 권한대행
- 1862.07 ~ 1864.03 제18대 루이지애나 주지사
- 1865.04 ~ 1865.07 리치먼드 군사 주지사
- 1869.12 ~ 1878.07 미국 제1순회 법원 판사